# أميلوبكتين

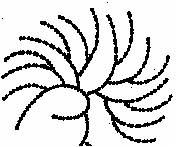
أميلوبكتين

أميلوبِكتين هو بوليمير متعدد السكاريد قابل للذوبان في الماء ومُتشعب للغاية. يتركب من عدة آلاف من الوحدات، كل وحدة عبارة عن α-جلكوز (ألفا جلكوز) ويتواجد في النباتات.الأميلوبِكتين هو  العنصر الثاني الأساسي الموجود في النشا، بجانب الأميلوز.
ترتبط وحدات الجلكوز عن طريق تفاعلات التكاثف التي تحدث بينها،  بطريقة خطية بواسطة رابطة غليكوسيدية.
يحدث التشعب بين روابط ألفا جلكوز (6→ a(1 والتي تشكل حوالي 24-30 وحدة من الجلكوز، منتجةً بذلك جزيء قابل للذوبان ينحل بسرعة، لأنها تمتلك نقاط نهاية كثيرة يمكن أن تلتصق الإنزيمات عليها.
في المقابل، الأميلوز (العنصر الآخر للنشا)يحتوى على القليل من روابط ألفا (6→ a(1، أو أحياناً قد لا يحتوي أي منها على الإطلاق  والتي تجعله بطيء في التحلل المائي، وهذا يعطيه كثافة أعلى من الأميلوبكتين ويكون بذلك غير قابل للذوبان.    
يتواجد الأميلوبِكتين بكثرة في النباتات في حين أن الحيوانات تحتوي على الغلايكوجين بدلاً منه. يشبهه الغلايكوجين من حيث البنية والتركيبة، ولكن يختلف عنه بأنه أكثر تشعباً، يحدث التشعب بين كل 8-12 وحدة من الجلكوز. يتكون النشا من 70%- 90٪؜ أميلوبكتين.
تُخزن النباتات النشا في عضيات متخصصة تُدعى بانيات النشا.